# NGC 5156
NGC 5156 este o galaxie spirală situată în constelația Centaurul. A fost descoperită în 31 martie 1835 de către John Herschel. Se află la o distanță de 35,11 de megaparseci de Pământ.